# Young Lust
Young Lust è una canzone dei Pink Floyd pubblicata nell'album The Wall nel 1979. Rappresenta una dei pochi pezzi del disco non scritto esclusivamente da Roger Waters.

## Composizione
Young Lust dura circa 3 minuti e 30 secondi ed è cantata interamente da David Gilmour, mentre la voce di Roger Waters è presente nel coro della canzone.
La canzone ha uno stile che riconduce all'hard rock, e per questo si differenzia dal resto del lavoro dei Pink Floyd che ha uno stile decisamente progressivo.
La canzone è introdotta dal brano Empty Spaces e per tale motivo spesso i due brani vengono confusi come uno solo.
Il brano termina con la voce di un operatore telefonico che cerca di contattare qualcuno.

## Trama
Come le altre canzoni nell'album The Wall, Young Lust narra una parte della storia di Pink, il protagonista dell'album.
Il testo ci fa capire che Pink è andato negli Stati Uniti ed è diventato una rockstar e, di conseguenza, è continuamente assalito dalle groupie. La voce dell'operatore telefonico alla fine del brano ci indica che il rapporto tra Pink e la moglie sta andando verso la rovina. A questo punto il protagonista perde la ragione.
Il dialogo con l'operatore fu registrato da Roger Waters, che chiamò da Los Angeles il suo vicino di casa a Londra. La registrazione fu fatta all'insaputa dell'operatore.

## Versione video
Alcune groupie seducono le guardie di Pink, per entrare nell'edificio dove la rockstar sta tenendo una festa. Una delle ragazze che recitano la parte delle groupie è Joanne Whalley.
Riuscite nel loro intento, le ragazze entrano alla festa. Una di loro va a chiedere a Pink l'autografo, ma lui entra nella sua roulotte e la ragazza lo segue.
La scena di Pink che chiama la moglie fu inserita, nel film Pink Floyd The Wall, alla fine del brano Mother, quindi prima di Young Lust. Questo rende la storia del film leggermente differente da quella raccontata nell'album. Infatti, mentre nel disco Pink tradisce la moglie prima di sapere che anche lei lo tradiva, nel film lui invita la groupie a seguirlo perché ormai sa del tradimento della moglie.

## Curiosità
Nel 1989, gli Aerosmith hanno pubblicato una traccia dal titolo omonimo come apertura del loro album Pump, che però non ha niente a che vedere con la canzone contenuta in The Wall.

## Cover
La rock star canadese Bryan Adams ha interpretato la canzone durante il grande spettacolo di Roger Waters di The Wall - Live in Berlin. La sua versione è diventata popolare e ha raggiunto il numero 7 nelle classifiche Mainstream Rock Airplay.

## Esecutori
- David Gilmour[4] - chitarra, basso, voce.
- Roger Waters[4] - coro.
- Nick Mason[4] - batteria.
- Richard Wright[4] - organo, pianoforte elettrico.
- Chris Fitzmorris[4] - voce maschile che risponde al telefono.